# Bål (eld)

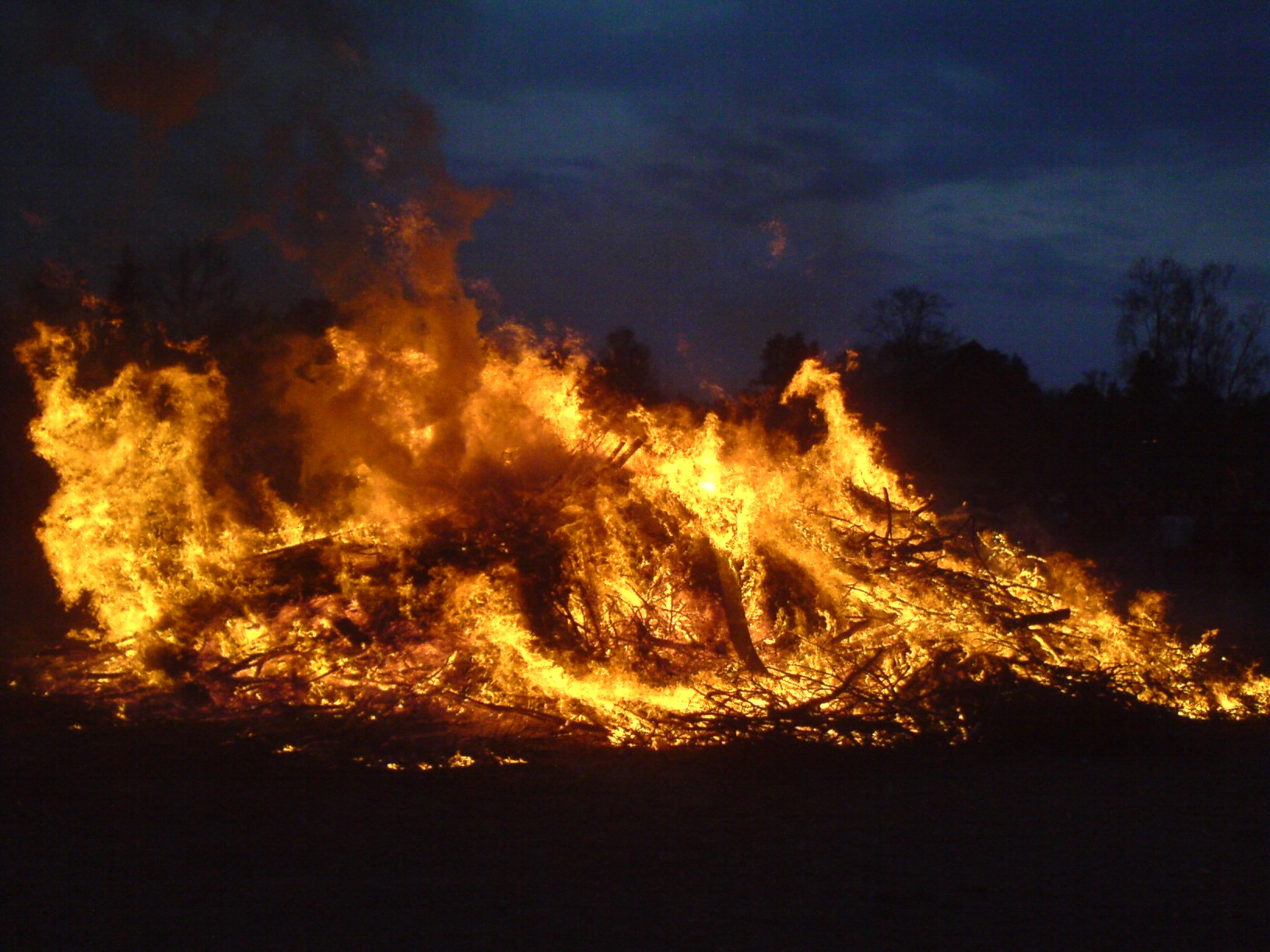
Ett bål i Fornuddsparken, Tyresö.

Ett bål är en stor, kontrollerad utomhuseld som används bland annat för att göra sig av med brännbart skräpmaterial eller som en del av ett firande. Bål är på så sätt snarlika, men ändå skilda från, brasor och lägereldar, som båda är mindre i storlek. Bål används på bondgårdar, i större trädgårdar och i koloniträdgårdar för att bränna växtmaterial som inte som annars inte komposteras. Sådana bål brukar vara relativt små i storlek och skapade för att brinna under längre tid.
Bål kan även användas i högtidliga syfte: i kontinentaleuropa tänds bål den 24 juni, för att fira Johannes Döparen, och på påskaftons kväll. I norra och centrala Europa tänds bål främst för att fira valborgsmässoafton och midsommar.
Vårdkase var ett bål av ved och ris som i äldre tid tändes som signal och ingick i ett vakthållningssystem.